# Lijst van burgemeesters van Watergraafsmeer
Dit is een lijst van burgemeesters van de voormalige Nederlandse gemeente Watergraafsmeer tot die gemeente in 1921 opging in de gemeente Amsterdam.
| Ambtsperiode | Naam burgemeester                          | Partij of stroming | Bijzonderheden                         |
| ------------ | ------------------------------------------ | ------------------ | -------------------------------------- |
| 1817 - 1853  | mr. Jacobus Philippus van Medenbach Wakker |                    | schout/burgemeester, tevens van Diemen |
| 1853 - 1859  | mr. P.H. Geraerds Thesingh                 |                    | tevens burgemeester van Diemen         |
| 1859 - 1861  | J. Valk Jz.                                |                    | tevens burgemeester van Diemen         |
| 1861 - 1882  | Andreas Leonard van Tienen                 |                    | tevens burgemeester van Diemen         |
| 1882 - 1899  | Franciscus Willem Everts                   |                    |                                        |
| 1899 - 1921  | Johannes Wilhelmus de Wit                  |                    |                                        |